# Iglesia de la Inmaculada Concepción (Angol)
La Parroquia de la Inmaculada Concepción es una porción de la Diócesis de Temuco, Iglesia Católica,  bajo la advocación de la Inmaculada Concepción en la ciudad de Angol, IX Región de la Araucanía, en el sur de Chile. Su primitivo templo fue construido entre los años 1883 y 1884, sufrió daños irreparables en el terremoto de 1939, siendo demolido. Su templo actual fue construido sobre las bases del diseño del destacado arquitecto nacional don Exequiel Fontecilla, inspirado en el estilo neorrománico. La obra fue llevada a cabo por el arquitecto José Villa. Esta obra arquitectónica responde sin duda a la magnanimidad del sacerdote a quien le correspondió llevar a cabo y reunir los recursos para dicha obra. El Pbro. Ambrosio del Carmen Villa Echeverría quien plasmaría en este templo su profundo Amor a la Iglesia y su gran celo apostólico que atestiguan 50 años de Vida Sacerdotal vividas en su ciudad. Con él y por su consejo y sugerencia nascerán las tres nuevas parroquias de la misma ciudad. 
Fue fundada en el año 1872, por el Obispo de Concepción don José Hipólito Salas, su templo fue declarado como patrimonio cultural por el Consejo Nacional de la Cultura y las Artes en el año 2010. Su actual párroco es el padre Sandro Leonelli Regla.
El templo se encuentra ubicado en calle Bunster 337, frente a la Plaza de Armas de Angol. De esta parroquia se desprendieron las de San Luis Gonzaga de Collipulli y Sagrado Corazón de Jesús de Traiguén en 1892; Los Santos Ángeles Custodios de Los Sauces y San Enrique de Purén en 1907: San Lorenzo de Renaico en 1924; San Juan Bautista de Huequén en 1960, Cristo Rey de Angol en 1964 y San Buenaventura de los Padres Franciscanos en Angol en 1966.
Tras el terremoto de 2010, la parroquia sufrió algunos daños en su estructura, por lo que fue reparado con fondos estatales y particulares o propios. Sus Párrocos han sido:

## Párrocos
1.-    Pbro. Don Pablo Reyes                         1872 – 1883
2.-    Pbro. Don José de la Cruz Aravena             1883 – 1888
3.-    Pbro. Don Ismael Méndez                       1888 – 1900
4.-    Pbro. Don Juan de Dios Belmar                 1900 – 1907
5.-    Pbro. Don Domingo Daza                        1907 – 1925
6.-    Pbro. Don Francisco Valenzuela Tirapégui      1925 – 1932
7.-    Pbro. Don Germán Uribe Burgos                 1932 – 1940
8.-    Pbro. Don Jerónimo Silva                      1940 – 1942
9.-    Pbro. Don Alfredo Ruiz Tagle Jiménez          1942 – 1945
10.-  Mons. Ambrosio Villa Echeverría                1945 – 1969 (*)
11.-  Mons. Héctor Montesino Parra                   1969 – 1995 (*) +
12.-  Pbro. Don Francisco O’Koren Dolsak             1995 – 2002
13.-  Pbro. Don Mardoqueo Valenzuela Morales         2002 – 2010
14.-  Pbro. Don Patricio Trujillo Valdebenito        2010 - 2014 
15.-  Pbro. Don Sandro Leonelli Regla                Desde 2014...
(*) Monseñores, por habérseles otorgado el título de Capellán de Honor de Su Santidad.
(*)+ Falleció en el ejercicio de su cargo.